# Jaime Mañalich
Jaime José Mañalich Muxi (ur. 7 czerwca 1954 w Santiago) – chilijski lekarz, polityk, od 11 marca 2010 roku sprawuje urząd ministra zdrowia.

## Życiorys
Studiował w Szkole Podstawowej nr 48, Providencia, ukończył szkołę średnią w liceum Manuel de Salas. Następnie studiował na Wydziale Lekarskim Uniwersytetu w Chile, którą ukończył jako chirurg. Uzyskał stypendium w tej samej uczelni specjalizując się w chorobach wewnętrznych i nefrologii. 
W latach 1987–1994 pracował w sektorze prywatnym i publicznym. Pracował jako kierownik Oddziału Dializoterapii i Intensywnej Terapii Szpitala Głównego Nefrologii Uniwersytetu Chile. Od 1995 roku był dyrektorem medycznym Las Condes Clinica.